# Batalla de Flores (1591)
La batalla de Flores fue un combate naval de la guerra anglo-española de 1585 que se libró en la isla de Flores entre una flota inglesa de 22 barcos bajo el mando de Lord Thomas Howard y una flota española de 55 barcos bajo el mando de Alonso de Bazán. Enviado a las Azores para capturar el convoy anual del tesoro español, cuando apareció una flota española más numerosa frente a Flores, Howard ordenó a sus barcos que huyeran al norte, salvándolos a todos excepto al galeón Revenge comandado por el almirante Sir Richard Grenville.
Después de transferir a sus tripulantes enfermos a tierra firme y regresar de vuelta a su barco, lo dirigió en una acción de retaguardia contra la flota española, lo que permitió a los otros barcos británicos retirarse a un lugar seguro. La tripulación de la Revenge se hundió y dañó varios barcos españoles durante una batalla de día y noche. La Revenge fue abordada muchas veces por diferentes barcos españoles y repelió cada ataque con éxito. Cuando el almirante sir Richard Grenville resultó gravemente herido, su tripulación sobreviviente se rindió. Lord Alfred Tennyson escribió un poema sobre la batalla titulado La Revenge: una balada de la flota.

## Contexto
Para impedir una recuperación naval española después de la Armada, Sir John Hawkins propuso bloquear la llegada de plata procedente del Imperio español en las Américas por medio de una patrulla naval permanente que interceptara los barcos españoles. La Revenge patrullaba con esta misión en el verano de 1591 bajo el mando de Sir Richard Grenville. Mientras tanto, los españoles habían despachado una flota de unos 55 barcos al mando de Alonso de Bazán, teniendo bajo sus órdenes a los generales Martín de Bertendona y Marcos de Aramburu. Bazán se enteró de que los ingleses estaban patrullando en torno a las Azores del norte. A finales de agosto de 1591, habiendo sido reforzada por ocho naves portuguesas al mando de Luis Coutinho, la flota española cayó sobre la ingleses. La flota de Howard fue capturada mientras realizaba reparaciones y cuando las tripulaciones, muchas de las cuales sufrían una epidemia de fiebre, estaban descansando en tierra firme.

## Batalla

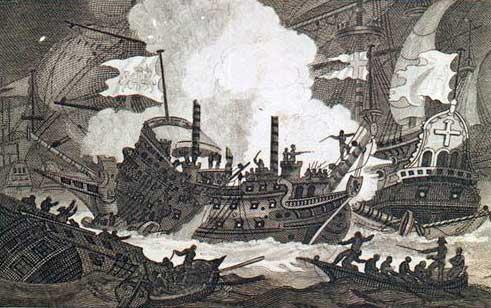
La última pelea del Revenge (James Cundee)

Bazán intentó sorprender a la flota inglesa anclada, pero el Vice-buque insignia de Sancho Pardo perdió su bauprés, lo que obligó a retrasar el ataque. No fue hasta las 5 de la tarde cuando los barcos de Bazán bajaron el canal que separaba las islas de Flores y Corvo. Howard, alertado de la llegada de los españoles, logró escapar al mar. Un intercambio de disparos tuvo lugar entre ambas flotas antes de que se separaran. Grenville, sin embargo, prefirió luchar y atravesó directamente a los españoles, que se acercaban desde el este.
Mientras tanto, el Defiance, el buque insignia de Howard, recibió fuertes disparos de fuego del San Cristóbal de Aramburu antes de retirarse de la batalla. La Revenge fue dejada atrás y directamente comprometida por el San Felipe de Claudio de Viamonte. Viamonte se embarcó en el galeón inglés, sufriendo la desgracia de la separación del gancho de agarre después de haber pasado a bordo de 10 hombres. Poco después, el San Bernabé de Martín de Bertendona hizo lo mismo, esta vez con éxito, y logró rescatar a siete sobrevivientes de la partida de abordaje del San Felipe. El ataque del San Bernabé fue decisivo para el destino del Revenge, porque el buque de guerra inglés perdió la ventaja de sus cañones navales de largo alcance. Por el contrario, el pesado fuego de mosquetería de la infantería española obligó a los artilleros ingleses a abandonar sus puestos para repeler el ataque.
Al anochecer, después de dispersar la mayor parte de la flota inglesa, el San Cristóbal embistió el Revenge debajo de su castillo de popa, poniendo a bordo del barco inglés una segunda partida de embarque que capturó sus banderas. Los soldados españoles llegaron hasta el palo mayor antes de ser obligados a retirarse debido al pesado fuego de mosquetería hecho desde el castillo de popa. El arco del San Cristóbal se había roto por la embestida y tuvo que pedir refuerzos. El Asunción de Antonio Manrique y la lancha voladora La Serena de Luis Coutinho atacaron entonces al mismo tiempo, aumentando el número de barcos que vencieron al Revenge, ya las cinco, cuando todavía estaba atrapada por los galeones San Bernabé y el dañado San Cristóbal. Grenville los contuvo con disparos de cañones y mosquetes hasta que, resultando gravemente herido y la Revenge gravemente dañada, completamente desmantelada y con 150 hombres muertos o incapaces de luchar, se rindió. Durante la noche, los barcos de Manrique y Coutinho se hundieron después de chocar entre sí.

## Consecuencias
A pesar del daño que Grenville había infligido, los españoles trataron a los sobrevivientes del Revenge con honor. Grenville, quien había sido llevado a bordo del buque insignia de Bazán, murió dos días después. La Flota del Tesoro de España se reunió con Bazán poco después, y la flota combinada navegó a España. Fueron sorprendidos por una tormenta de una semana durante la cual se perdieron el Revenge y 15 buques de guerra y buques mercantes españoles. El Revenge se hundió con un grupo mixto de tripulación de 70 españoles y prisioneros ingleses cerca de la isla de Terceira, en la posición aproximada 38 ° 46'9 "N 27 ° 22'42" W.
Sin embargo, la batalla marcó el resurgimiento del poder naval español y demostró que las posibilidades inglesas de atrapar y derrotar a una flota del tesoro bien defendida eran remotas. También insinuó lo que podría haber ocurrido en Gravelines en 1588 si Medina Sidonia hubiera logrado atraer a los barcos ingleses dentro del alcance de la Armada, y si las municiones se hubieran adecuado a los cañones españoles (se habían fabricado en diferentes áreas del Imperio español de los Habsburgo y, por lo tanto, no todas fueron diseñadas de la misma manera, forma o tamaño).